# Hitlerjugend
Hitlerjugend (v překladu Hitlerova mládež, zkratka HJ) byla polovojenská mládežnická organizace NSDAP, která pod jiným názvem vznikla v roce 1922 a existovala až do roku 1945. Hitlerjugend tak byla druhou nejstarší nacistickou organizací (po Sturmabteilung – SA). Tato organizace měla významný podíl na propagaci tehdejšího německého režimu. Byla určena chlapcům ve věku 14–18 let, dívkám ve stejném věku byla určena organizace Bund Deutscher Mädel (BDM, tj. Liga německých dívek). Pro mladší děti (od 10 let) obou pohlaví vznikly organizace Jungvolk (pro chlapce) a Jungmädel (pro dívky).
Cílem této organizace bylo vychovat mládež, která by byla zcela oddána myšlenkám nacistického Německa. Chlapci zde byli utvrzováni v ideji nadřazenosti árijské rasy a silného antisemitismu. Jako základní cíl, ke kterému měl mladý člověk směřovat, byl představován vstup do německé armády a NSDAP. Tomuto cíli byla podřízena i výchova v těchto organizacích či jejích táborech, důraz byl kladen na fyzickou připravenost, schopnost rozumět taktice a umění ovládat zbraně. Některé organizační myšlenky, které se u Hitlerjugend objevily, pocházejí z jiných organizací (např. skauting) a byly pouze upraveny pro potřeby nacistické ideologie.
Členové Hitlerjugend nosili uniformy podobné uniformám v NSDAP, jejich znak a označení hodností se velmi podobalo označení u SA.

## Historie

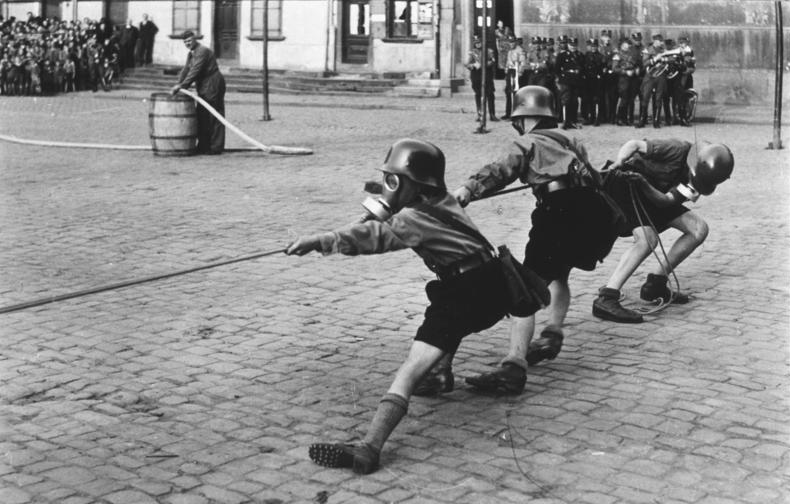
Hitlerjugend, nácvik protivzdušné obrany (Luftschutzübung), r. 1933

Organizaci založil v roce 1922 osmnáctiletý leštič pian Gustav Adolf Lenk, který přesvědčil Adolfa Hitlera o tom, že NSDAP by měla mít i organizovanou mládežnickou sekci. Adolf Hitler s tímto nápadem po delším váhání souhlasil a strana zřídila Svaz mládeže při Nacionálně socialistické německé dělnické straně, s cílem spojit všechny své mladé příznivce, kteří však vzhledem k nízkému věku ještě nemohou vstoupit do SA. SA ale měla na organizaci této mládežnické sekce dohlížet, což bylo pro náčelníka svazu Lenka velkým zklamáním, jelikož původně doufal v nezávislost organizace. Svaz mládeže se dělil na dvě složky, tou první byla mládež ve věku čtrnáct až šestnáct let, tou druhou, známou pod názvem Jungsturm Adolf Hitler, pak mládež šestnácti až osmnáctiletá. Za Lenkova vedení se organizace pomalu rozšiřovala po území Bavorska a také v Rakousku. Centrum této organizace bylo v Mnichově a sloužilo, respektive mělo sloužit, k rekrutování nových členů SA. Tato organizace byla po Mnichovském pivním puči (1923) rozpuštěna. V této době měla zhruba tisíc členů.
K obnovení, pod názvem Hitler-Jugend, Bund der Deutschen Arbeiterjugend (Hitlerova mládež, Svaz německé pracující mládeže), došlo v roce 1926, tato organizace byla obdobou předchozí a lze ji považovat za jejího nástupce. Přesto nelze říci, že by byla organizací i cíli identická, ale prošla rozsáhlou reorganizací. Hitlerjugend byla mnohem více orientována na NSDAP. Říšským vedoucím reorganizované Hitlerjugend byl jmenován třiadvacetiletý student práv, zakladatel Velkoněmeckého hnutí mládeže a donedávna pouhý oblastní šéf mládežnické sekce NSDAP v Sasku Kurt Gruber. Ten za nové hlavní sídlo organizace zvolil Plavno v Sasku. V tomto období se nejednalo o nějak masovou organizaci, ale za Gruberova vedení vzrostl v letech 1926 – 1929 počet poboček Hitlerjugend z 80 na téměř 450 a počet členů ze 700 na 13 000. K roku 1930 bývá dokonce udáváno, že organizace měla 25 000 členů, toto číslo je poněkud nadsazené, neboť jsou do něj započítány i členky BdM.
Po svých opakovaných sporech s náčelníkem štábu SA Ernstem Röhmem byl Kurt Gruber donucen k rezignaci a hlavou mládežnické organizace se v roce 1933 stává Baldur von Schirach, který zároveň získává nově zřízenou funkci nazvanou Reichsjugendführer (tzn. říšský vůdce mladých). Baldur von Schirach byl v této své funkci plně zodpovědný náčelníkovi štábu SA, a to nejen za dění v Hitlerjugend, ale také v Nacionálně socialistickém studentském spolku a Nacionálně socialistickém žákovském spolku.

## Nárůst počtu členů
Pod vedením Baldura von Schiracha se Hitlerjugend ještě více přimkla k NSDAP a stala se jednou ze základních složek německé propagandy a jednou z nejmasovějších organizací Německa této doby.
V době, kdy Baldur von Schirach přebíral vedení této organizace, měla zhruba 108 000 členů. Po jeho ročním působení zde se tento počet zvýšil na více než 2 300 000 členů. Prudký vzestup počtu členů byl z velké části způsoben násilně vynuceným slučováním jiných mládežnických organizací s Hitlerjugend, k čemuž docházelo především poté, co se stal Hitler v roce 1933 kancléřem. Po Hitlerově převzetí moci získal von Schirach nový titul vůdce mládeže Německé říše (Jugendführer des Deutschen Reiches) a od té chvíle spadaly pod jeho dohled aktivity veškeré německé mládeže. Docházelo k postupnému sjednocování mládežnických spolků, k jejich nacifikaci a také k zákazu těch, které chtěly fungovat mimo přísný dohled státu (například organizace křesťanské mládeže nebo skaut). Jen do konce roku 1933 tak bylo například rozpuštěno dvacet dosud nezávislých mládežnických organizací, jejichž členové přešli do Hitlerjugend. Dalším zlomovým rokem se stal rok 1936, kdy byl přijat zákon Gesetz über die Hitlerjugend (Zákon o Hitlerjugend ), a rok 1939, kdy byl přijat zákon s Jugenddienstpflicht (tzn. o služební povinnosti mladých ). V roce 1940 dosáhl počet členů Hitlerjugend hranice osmi miliónů. Počet členů v období druhé světové války nelze přesněji určit a odhady se výrazně různí. Přesto lze říci, že každý chlapec, kterému bylo v tomto období více než deset let, byl s touto organizaci nějakým způsobem spojen.
Roku 1940 je Baldur von Schirach jmenován říšským místodržícím ve Vídni, kde si i nadále podrží funkci říšského vedoucího pro výchovu mládeže. Říšským vůdcem mládeže a hlavou Hitlerjugend je ale od této chvíle jmenován dosavadní Schirachův náměstek Artur Axmann, který Hitlerjugend transformoval na pomocnou sílu německé armády, která mohla vykonávat některé válečné povinnosti.

## Válečná léta

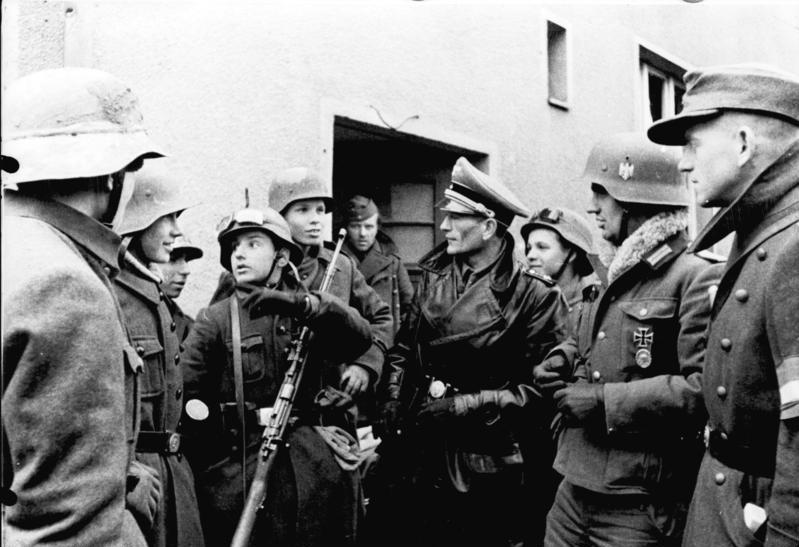
Členové roty Hitlerjugend a Volkssturmu na východní frontě ve městě Pyritz v Pomořansku, únor 1945.

Ve chvíli, kdy vypukla II. světová válka, podléhalo Axmanovu vedení 8 870 000 chlapců a děvčat ve věku od deseti do osmnácti let. Členové hnutí nejprve jen sbírali po domech druhotné suroviny, kterých se dalo využít k výrobě zbraní a munice, ale jak válka pokračovala, docházelo stále častěji k tomu, že příslušnice Svazu německých dívek ošetřovaly raněné vojáky v polních nemocnicích nebo rozdávaly jídlo hladovým lidem v rozbombardovaných městech. Chlapci vypomáhali jako kurýři, motospojky, dělníci v továrnách, vyprošťovali mrtvé z trosek, pomáhali hasičům a chránili majetek vybombardovaných spoluobčanů před rabováním. Členové letecké odnože hitlerjugend, zvané Flieger–HJ, kteří se v dobách míru věnovali kluzákovému létání, byli nyní přeškoleni a obsluhovali protiletadlové světlomety a kanony. Přímo do válečných bojů ale organizace Hitlerjugend dlouho nezasahovala, jelikož armáda (wehrmacht) neměla o spolupráci sebemenší zájem. [zdroj?] Příslušníci Hitlerjugend byli totiž vyhlášení svou neúctou ke všem autoritám stojícím mimo jejich organizaci, často se hrubě chovali především k učitelům a vlastním rodičům. [zdroj?] Důstojníci armády proto Hitlerjugend opovrhovali a považovali nacistickou mládež za bandu nevychovaných výrostků. Teprve v roce 1943 začala být tato organizace využívána jako záloha vojenských rezerv a její členové starší šestnácti let začali být nasazováni do armádních složek. V tomto roce byla vytvořena a pod velení SS zařazena 12. SS obrněná granátnická divize "Hitlerjugend" (12. SS-Panzer Grenadier-Division „Hitlerjugend"), které velel SS-Brigadeführer Fritz Witt. Většinu poddůstojníků této divize tvořili chlapci ve věku 16–18 let, kteří se rekrutovali právě z Hitlerjugend. Při zapojení do války se tato divize ukázala být velmi bojeschopnou. Zúčastnila se bojů po vylodění spojenců v Normandii a bitvy v Ardenách a svou činnost ukončila až 8. 5. 1945 v americkém zajetí v Rakousku. Jak válka pokračovala, docházelo k častějšímu zapojování Hitlerjugend do války, její členové byli považováni za jedny z nejfanatičtějších bojovníků a poslední linie německé obrany v Bitvě o Berlín byla prakticky tvořena touto organizací.

## Válečná deziluze
V průběhu války docházelo v řadách Hitlerjugend k nárůstu projevů nedisciplinovanosti, což se snažily potlačit zvláštní trestné oddíly, zvané Sonderstreifen, které speciálně pro tento účel zřídil Heinrich Himmler. Ten také značně omezil osobní svobodu mladých Němců, když například vydal nařízení, že osoby mladší šestnácti let nesmí navštěvovat taneční zábavy a mladiství ve věku od šestnácti do osmnácti let je smí navštěvovat, ale jen v doprovodu rodičů. Hrozba případného vypuknutí anarchistické nálady u dospívajících děsila nacisty natolik, že v roce 1942 vydal Artur Axmann dokonce příkaz, že se tanec všem příslušníkům Hitlerjugend zakazuje. Až do konce války také existovalo na území Německa několik utajených mládežnických organizací a odbojových skupin, které stály v opozici k nacismu a k Hitlerjugend. K nejznámějším protinacistickým spolkům patřila například organizace známá jako Piráti protěže, která byla krutě zlikvidována v roce 1944. Další odbojovou mládežnickou organizací byla např. Skupina Y a hnutí Bílá růže. Sílící protiválečné nálady mládeže pozorně sledovala odnož vojenské policie při Hitlerjugend HJ-Streifendienst.

## Organizace

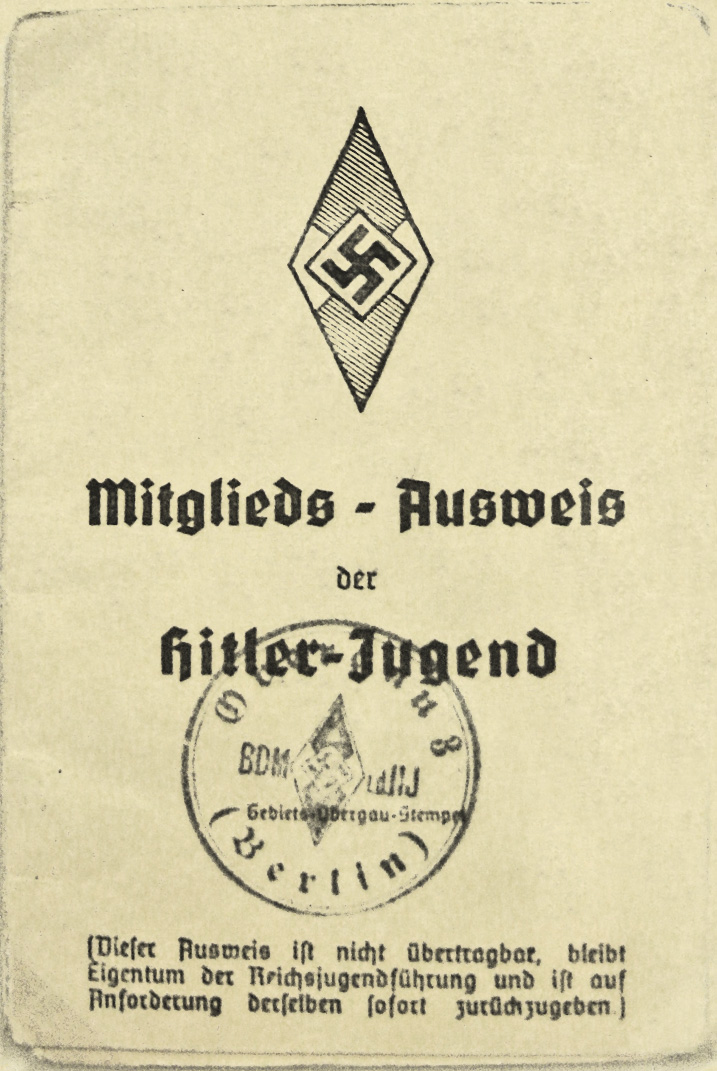
Členská karta HJ

Na vrcholu organizace se nacházel úřad zvaný Reichsjugendführung, pod který spadaly jednotlivé oblasti země (Gebiet), a ty se dále dělily ještě na kraje (Obergebiet). Nejmenší jednotkou Hitlerjugend tvořil oddíl (Kameradschaft), složený většinou z patnácti chlapců. Vyššími organizačními jednotkami pak bylo družstvo (Schar), družina (Gefolgschaft), poloviční prapor (Unterbann) a prapor (Bann).
Hitlerjugend byla centralizovaná organizace řízená podle vojenského vzoru, základem byly místní buňky, jejichž členové se alespoň jednou týdně setkávali. Oblastní vůdci pak organizovali polní cvičení, kterého se zúčastnilo vždy několik buněk. Největší shromáždění se konalo zpravidla jednou do roka v Norimberku. Další možností setkání byly tzv. akademie, což byly vlastně přípravné školy pro budoucí vedení nacistické strany. Do těchto škol byli zváni nejoddanější členové této organizace, jednalo se o vzor ostatním. Dále existovaly sbory pro členy, kteří se chtěli stát důstojníky wehrmachtu.
Děvčata ve věku deseti až čtrnácti let vstupovala do Svazu mladých dívek (Jungmädel), ve čtrnácti do Svazu německých dívek, kde se především připravovala na svou budoucí roli "zdravých matek nordických dětí".
O nelidskosti celého hnutí vypovídá i to, že už nejmenší děti vychovávané v nacistickém duchu (říkalo se jim Pimpf, rakouský výraz – asi tolik co „prcek“) se učily zpaměti odříkávat nejdůležitější pasáže nacistických dogmat, pravidla bojových her a podílely se na sběru starého papíru a železného šrotu. Ve věku čtrnácti let pak děti vstupovaly do Německé omladiny (Deutsches Jungvolk), která byla předstupněm Hitlerovy mládeže (Hitler-Jugend).

## Výchova v Hitlerjugend
Aktivitám Hitlerjugend byla v pracovním týdnu vymezena sobota. Jelikož sobota byla běžným pracovním dnem, byl na zaměstnavatele vyvíjen nátlak, aby mladistvé zaměstnance z Hitlerjugend uvolňovali v tento den z práce. Členové organizace se pak scházeli v táborech, kde se věnovali především sportu, ale také polovojenským aktivitám – učili se krýt při střelbě, cvičili se v zacházení se zbraněmi, věnovali se topografii. Oficiálně mohli jít chlapci na neděli domů, ale byl na ně i na jejich rodiče vyvíjen nátlak, aby tak nečinili a zůstali v táboře. Proti tomu ovšem protestovala katolická církev, která v neděli pociťovala snižování počtu věřících na bohoslužbách. Většina chlapců přesto zůstávala v neděli dobrovolně v táboře a domů se vraceli až pozdě večer. Stranická kontrola mládeže se ještě zostřila poté, co byly zřízeny Adolf-Hitler-Schulen, školy, kam byly vybrané děti převedeny z normálních škol po dosažení věku dvanácti let. Dívky se zde věnovaly ženské atletice, nauce o vedení domácnosti a výuce nacionálně socialistického světonázoru, zatímco chlapci si prohlubovali základy polovojenského výcviku a zdokonalovali se v bojových sportech – zápasu, boxu a šermu. Celý tento systém vzdělávání mládeže měl jediný smysl a cíl, který jasně formuloval Adolf Hitler ve svém Mein Kampf:
| „                          | Výchova a vzdělávání mají být v nejobecnějším smyslu přípravou na pozdější vojenskou službu. Armáda pak nebude muset jako dosud vštěpovat mladým mužům základy výcviku a nejelementárnější pravidla….a raději se postará, aby se z těchto fyzicky zdatných jedinců stali vojáci. Stát musí zaměřit celou vzdělávací mašinérii nikoli na to, aby do dětí napumpovala co nejvíce vědomostí, ale na to, aby produkovala stoprocentně zdravá těla. | “ |
| — Adolf Hitler, Mein Kampf | |   |

Po dobytí Německa (1945) bylo Hitlerjugend spojeneckou správou rozpuštěno jako integrální část NSDAP. Mnoho členů bylo obviněno z válečných zločinů, ale organizace jako taková nebyla prohlášena za zločineckou. To se stalo na základě spíše politické úvahy, že nelze celou německou mládež prohlásit za členy zločineckých organizací. Většina dospělých vůdců byla odsouzena k poměrně vysokým trestům (např. Baldur von Schirach na dvacet let).

## Symboly Hitlerjugend
Základní jednotkou Hitlerjugend byl bann zhruba o 6000 členech, bann byl přibližný ekvivalent vojenského regimentu (pluku). Těchto bannů bylo přes 300 a každý měl svoji vlajku. Tyto vlajky byly téměř stejné. Jednotlivý bann mohl být poznán podle černého čísla na žlutém svitku nad orlí hlavou. Rozměry vlajek byly 200×145 cm a v jejich středu byl orel (symbol převzatý z pruských symbolů), který v drápech držel bílý meč a černé kladivo. Meč reprezentoval nacionalismus a kladivo bylo symbol socialismu.

## Galerie

Vlajka Hitlerjugend (hlavní)
Bannfahne (vlajka bannu)
HJ Gefolgschafts
Arbeiterjugend (HJ) (před 1933)
vlajka DJ
Prvotní DJ vlajka (před 1933)
Bund deutscher Mädel (BDM)/Jungmädel (JM)- Untergau
Bund deutscher Mädel (BDM)/ JM-Gruppen